# Jo Swinson
Jo Swinson, pseudonimo di Joanne Kate Swinson (Kirkintilloch, 5 febbraio 1980), è una politica britannica.

## Biografia
Laureata in management alla London School of Economics, è stata manager della stazione radio Viking FM.
Nel 2011 si è sposata con il compagno di partito Duncan Hames. La coppia ha avuto due figli, Gabriel (nato nel 2013) e Andrew (nel 2018).

## Carriera politica
Nelle elezioni generali del 2005 viene eletta alla Camera dei comuni nel collegio East Dunbartonshire, sconfiggendo per 4.061 voti il candidato laburista John Lyons. È stata il primo parlamentare britannico nato negli anni Ottanta.
Alle elezioni generali del 2010 conserva il seggio, con i Liberal Democratici che entrano nel governo di coalizione con il Partito Conservatore guidato da David Cameron. Swinson è nominata segretario del Ministro del Commercio e dell'Industria Vince Cable. Nel 2012 è chiamata a sostituire Norman Lamb come segretario del vice primo ministro Nick Clegg. Alle elezioni generali del 2015 perde il seggio, uscendo sconfitta dal confronto con il candidato del Partito Nazionale Scozzese John Nicholson.
Nel 2017 il Regno Unito torna alle urne per le elezioni anticipate indette dal primo ministro Theresa May. Swinson stavolta prevale su Nicholson, riconquistando il seggio dell'East Dunbartonshire.
Il 22 luglio 2019 è eletta leader del Partito Liberal Democratico, ottenendo 47.997 preferenze dagli iscritti contro le 28.021 dello sfidante Ed Davey. Swinson diventa la prima donna a guidare i LibDem britannici. La linea del partito, rianimato dal secondo posto alle precedenti elezioni europee, punta sulla permanenza del Regno Unito nell'Unione Europea e di opposizione al neoeletto primo ministro Boris Johnson. Dopo meno di cinque mesi dalla sua elezione, il 13 dicembre si dimette da leader del partito a seguito del risultato deludente registrato alle elezioni generali nel Regno Unito del 2019 sia a livello di partito che personale, non risultando rieletta alla Camera dei Comuni.